# Phú Thuận, Phú Vang
Phú Thuận là một xã ven biển và đầm phá thuộc huyện Phú Vang, thành phố Huế, Việt Nam.
Xã có diện tích 7,27 km²; dân số năm 1999 là 8.508 người, mật độ dân số đạt 1.170 người/km².

## Hành chính
Xã có 6 thôn: Tân An, Trung An, Xuân An (3 thôn này thuộc làng Hòa Duân), An Dương 1, An Dương 2 và An Dương 3 (3 thôn này thuộc làng An Dương) .